# Katepsin
Katepsin je encim iz skupine peptidaz, za katerega je značilno, da ga najdemo v celici v lizosomu. V človeških celicah so jih našli že več kot 10 in so označeni s črkami, v mišjih celicah pa še več (novejši so označeni s številkami).
Največ katepsinov spada med peptidaze, ki imajo v aktivnem mestu aminokislino cistein (katepsini B, C, F, H, K, L, S, V, W, X), en ima v aktivnem mestu serin (katepsin G) dva pa aspartat (asparaginsko kislino) (katepsina D in E). Samo izjemoma jih najdemo izven lizosoma, na primer v endoplazemskem retikulumu ali celo izven celice.
Cisteinske katepsine uvrščamo v skupino papainu podobnih encimov, ker imajo podobno zgradbo in način delovanja. Glavna naloga katepsinov je razgradnja proteinov do krajših peptidov ali posameznih aminokislin. V celicah nastajajo v neaktivni obliki, po odcepu dela molekule pa preidejo v aktivno obliko.